# Бодур-Таш
Бодур-Таш (кирг. Бодур-Таш) — село в Кара-Сууском районе Ошской области Кыргызстана. Входит в состав Телейкенского айылного аймака.

## География
Село расположено в северо-западной части области, на левом берегу реки Ак-Буура, на расстоянии приблизительно 28 километров (по прямой) к юго-юго-западу от города Кара-Суу, административного центра района.

## История
Населённый пункт получил статус села согласно Закону Кыргызской Республики "Об отнесении некоторых населённых пунктов Баткенской, Джалал-Абадской, Нарынской и Ошской областей Кыргызской Республики к категории айыла (села)" от 21 апреля 2020 года.

## Население
Согласно оценочным данным Национального статистического комитета Кыргызской Республики, численность населения села на начало 2023 года составляла 2407 человек.
| год     | 2021 | 2023 |
| ------- | ---- | ---- |
| человек | 2302 | 2407 |